# Центрофуга (атракцион)
Центрофугата е атракцион, произвеждан основно от „Хус Парк Атракшънс“ и „Текно Прадакшънс“, за пръв път през 1972 година. Оригинално носи името „Enterprise“, кръстена на кораба „USS Enterprise“ от телевизионния сериал „Стар Трек“, но в България е позната само под българското си такова.

## Устройство
Центрофугата се състои от двадесет подредени в кръг една пред друга и закрепени за рамка „гондоли“. Движи се по часовниковата стрелка, създавайки центробежна сила, която оказва известно влияние на возещия се. Хидравлично задвижвана ръка постепенно издига рамката до ъгъл от порядъка на 87 градуса.

### Предпазни мерки
При повечето модели има ограничени мерки за сигурност. Макар оказваната центробежна сила да е достатъчна, за да задържи возещия се за седалката, понякога се срещат и предпазни колани. В повечето увеселителни паркове съществуват определени изисквания за ръст: най-малко 48 in (около 122 cm), нерядко 54 in (около 137 cm) и дори повече.

## Инциденти
- 17 октомври 1983 година – 18-годишно момче загива, а няколко души са ранени, когато на Тексаския щатски панаир се откачва гондола.[1]
- 1993 година – най-малко 50 са ранени при неизправност в Камдън Парк, Западна Вирджиния.[2]
- 22 септември 2001 година – двама тийнейджъри получават леки травми, когато в британския „Торп Парк“ поддава опората на гондола.[3] Гондолата неколкократно влиза в контакт с пода на съоръжението, като същевременно операторът прави опити да спре центрофугата. Впоследствие е образувано дело; съдията поставя под критика времето, за което центрофугата е спряна след като е забелязан необичайният звук. Паркът е глобен с 65 000 паунда и плаща допълнителни 35 000 за щети.